# Lord luogotenente del Cambridgeshire
La carica di lord luogotenente del Cambridgeshire è un ufficio di luogotenenza tradizionale dell'Inghilterra. Dal 1715, tutti i lords luogotenente sono divenuti custos rotulorum del Cambridgeshire.

## Lord luogotenenti del Cambridgeshire
- William Parr, I marchese di Northampton 1547–?
- Edward North, I barone North 1559–1564
- Roger North, II barone North 20 novembre 1569 – ?
- sconosciuto
- Roger North, II barone North 8 aprile 1588 – 3 dicembre 1600
- vacante
- Thomas Howard, I conte di Suffolk 17 luglio 1602– 28 maggio 1626
- Theophilus Howard, II conte di Suffolk 15 giugno 1626 – 3 giugno 1640
- William Maynard, I barone Maynard 17 giugno 1640 – 17 dicembre 1640 con
- Dudley North, III barone North 22 ottobre 1640 – 1642
- Interregno
- James Howard, III conte di Suffolk 25 luglio 1660 – 9 marzo 1681
- William Alington, III barone Alington 9 marzo 1681 – 1 febbraio 1685
- Edward Montagu, II conte di Sandwich 1685; non ricoprì mai la carica e de facto venne rappresentato da:
  - Robert Bruce, I conte di Ailesbury 4 marzo 1685 – 20 ottobre 1685
- vacante
- Henry Jermyn, I barone Dover 26 novembre 1686 – 10 maggio 1689
- William Russell, I duca di Bedford 10 maggio 1689 – 7 settembre 1700
- Lord Edward Russell 22 novembre 1700 – 27 novembre 1701
- Wriothesley Russell, II duca di Bedford 27 novembre 1701 – 26 maggio 1711
- William North, VI barone North 6 dicembre 1711 – 28 ottobre 1715
- Edward Russell, I conte di Orford 28 ottobre 1715 – 26 novembre 1727
- Henry Clinton, VII conte di Lincoln 28 marzo 1728 – 7 settembre 1728[1]
- Henry Bromley, I barone Montfort 13 giugno 1729 – 24 luglio 1742
- Henry Fiennes Pelham-Clinton, II duca di Newcastle 24 luglio 1742 – 25 agosto 1757
- Philip Yorke, II conte di Hardwicke 25 agosto 1757 – 16 maggio 1790
- Philip Yorke, III conte di Hardwicke 3 luglio 1790 – 18 novembre 1834
- Charles Yorke, IV conte di Hardwicke 20 gennaio 1834– 17 settembre 1873
- Charles Watson Townley 20 January 1874 – 17 October 1893
- Alexander Peckover 11 dicembre 1893 – 12 dicembre 1906
- Thomas Agar-Robartes, VI visconte Clifden 12 dicembre 1906 – 1915[2]
- Charles Adeane 25 ottobre 1915 – 11 febbraio 1943
- Richard George Briscoe 15 maggio 1943 – 16 giugno 1958
- Robert Henry Parker 16 giugno 1958 – 14 aprile 1965

## Lord Luogotenenti del Cambridgeshire e dell'Isola di Ely
La luogotenenza ottenne anche il territorio dell'Isola di Ely divenendo la nuova contea amministrativa del Cambridgeshire e Isola di Ely dal 1 aprile 1965. Per Huntingdon e Peterborough, si veda il titolo separato di Lord Luogotenente di Huntingdon e Peterborough.
- Geoffrey Taylor Hurrell 14 aprile 1965 – 31 marzo 1974

## Lord luogotenenti del Cambridgeshire dal 1974
Dal 1 aprile 1974, venne creata la nuova contea non metropolitana del Cambridgeshire unendo il Cambridgeshire, l'Isola di Ely, Huntingdon e Peterborough. Dal 1 aprile 1998, la città di Peterborough è stata sciolta dal Cambridgeshire come autorità unitaria, ma continua ad essere rappresentata dalla contea a livello cerimoniale.
- Geoffrey Taylor Hurrell 1 aprile 1974 – 26 marzo 1975 (già lord luogotenente del Cambridgeshire e dell'Isola di Ely), with
  - Dennis George Ruddock Herbert, II barone Hemingford 1 aprile 1974 – ?, indicato come Luogotenente del Cambridgeshire
- Hon. Peter Esmé Brassey 26 marzo 1975 – 9 marzo 1981[3]
- Sir Peter Proby, II bsaronetto 9 marzo 1981 – 1985[4]
- Michael Guy Molesworth Bevan 1985 – 2 marzo 1992
- James Crowden 3 luglio 1992 – 2002[5][6]
- Sir Hugh Duberly  20 agosto 2003 – in carica[7]